# Gerra lunata
Gerra lunata är en fjärilsart som beskrevs av Köhler 1936. Gerra lunata ingår i släktet Gerra och familjen nattflyn. Inga underarter finns listade i Catalogue of Life.